# الطريق السريع الكبير
الطريق السريع الكبير (بالفرنسية: Le Grand Chemin)‏ هو فيلم دراما أُصدر في 1987. الفيلم تولّت ميرماكس أفلام توزيعه، وهو من إخراج جيان هوبير الذي تولّى كتابة السيناريو أيضًا.

## القصة
تقع أحداث الفيلم في لوار الأطلسية.

## طاقم التمثيل
- أنيمون
  - Jean Cherlian  [لغات أخرى]‏
  - Marie Matheron  [لغات أخرى]‏
  - Raoul Billerey [الإنجليزية]‏
  - باسكال روبرتس
  - Thierry Flamand  [لغات أخرى]‏
  - Denise Péron  [لغات أخرى]‏
  - أنطوان هوبير  [لغات أخرى]‏
  - ريتشارد بورينجر
  - Daniel Rialet  [لغات أخرى]‏
  - كريستين باسكال
  - اندريه لاكومب

## وصلات خارجية
- الطريق السريع الكبير على موقع IMDb (الإنجليزية)
- الطريق السريع الكبير على موقع روتن توميتوز (الإنجليزية)
- الطريق السريع الكبير على موقع ألو سيني (الفرنسية)
- الطريق السريع الكبير على موقع Turner Classic Movies (الإنجليزية)
- الطريق السريع الكبير على موقع أول موفي (الإنجليزية)
- الطريق السريع الكبير على موقع فيلمافينيتي (الإسبانية)
- الطريق السريع الكبير على موقع قاعدة بيانات الأفلام السويدية (السويدية)
- الطريق السريع الكبير على موقع قاعدة بيانات الفيلم (الإنجليزية)
- الطريق السريع الكبير على موقع ليتربوكسد (الإنجليزية)
- الطريق السريع الكبير على موقع كينوبويسك (الروسية)